# 사랑을 할꺼야
《사랑을 할꺼야》는 2004년 6월 12일부터 2004년 9월 19일까지 방영된 문화방송 주말연속극이다.

## 소개
김옥순 VS 연성훈 중년에 찾아온 마지막 사랑. 만화가 김옥순(필명 김정화)은 이혼의 상처를 안고 두 딸을 키우고 있는 억척스럽지만, 그러나 결코 모질지 못한 우리 시대의 평범한 어머니다. 여자가 아닌 엄마로, 가족을 위해 밤낮 없이 일해야 하는 가장으로 살아가는 40대의 그녀. 조금씩 삶이 저물어 간다고 여겨질 즈음... 중년의 그녀에게 연성훈이라는 마지막 사랑이 찾아온다. 그런데 성훈의 아들이 딸 보라의 남차친구가 아닌가! 사랑 앞에서 그리고 자식 앞에서 눈물 떨구는 옥순과, 성훈 '우리도 자식이라면 떼라도 쓸 수 있을 텐데.... 부모는 자식에게 떼쓰는 일이 처음부터 안되게 돼 있나보다'며 눈물 짓는다.
진보라 VS 연하늘 결코 가볍지 않은 풋풋한 첫사랑 첫사랑이라고 모두 다 이루어지지 말란 법은 없다. 특히 몸짱, 공부짱...당찬 신세대 진보라에겐 더욱 그렇다. 하지만, 보라에게 견디기 힘든 고비가 찾아온다. 너무나 사랑하는 남자친구 연하늘의 아버지가 바로 엄마의 남자인 것이다. 후라이팬의 팝콘처럼 튕겨 나가버린 보라와 하늘의 사랑. 사랑하기에 몰래 감춰두고 싶었다. 사랑하기에 그저 아낄 줄 만 알았다. 그래서 마음껏 표현지 못했다. 보라와 하늘은 사랑이 아이스크림 같음을... 그 순간을 놓치면 결국 녹아버린다는 사실을 미처 알지 못했다. 살며 사랑하며... 세대간의 사랑을 통해 그려지는 가족애.
사랑. 그것은 시대와 공간을 초월한 우리의 본성이다. 그리고 우리는 사랑을 통해 삶을 배우고 타인을 이해하며, 가족을 느낀다. 옥순과 성훈도 그렇다. 두 사람은 자신들의 사랑과 상처를 통해 비로소 보라와 하늘을 당당한 한 사람으로 바라보게 된다. 보라와 하늘도 마찬가지다. 그들의 아픈 사랑은 그제야 자신의 어머니가 여자였음을, 자신의 아버지가 남자였음을 깨닫게 해준다. 그리고 새삼 묻는다. 가족이란 무엇인가? 이 드라마는 세대간의 사랑을 통해 지금 우리가 잃어버리고 있는 소중한 가치. 가족애를 담아내고자 한다.

## 등장 인물
- 장나라 : 진보라 역
- 연정훈 : 연하늘 역
- 김미숙 : 김옥순 역
- 강석우 : 연성훈 역
- 임호 : 박수영 역
- 이효정 : 진영환 역
- 곽지민 : 진파랑 역
- 나문희 : 윤여사 역
- 정영숙 : 이여사 역
- 김정난 : 박세미 역
- 이두일 : 오재민 역
- 김민희 : 권선경 역
- 윤서 : 윤영 역
- 하주희
- 최란

## 연장
- 사랑을 할꺼야 방영 분량이 24부작에서 3회 연장되어 27부작으로 변경 및 확정되었다.

## 참고 사항
- <사랑해 당신을>으로 주말극에 참신한 바람을 몰고 온 박지현 작가가 극본을 맡고, <인어 아가씨>로 흥행의 법칙을 익힌 이주환 PD가 연출을 맡어 큰 기대를 모았으나, 방영 전부터 일본 만화와 유사하다는 말이 돌아 곤욕을 치렀다.[1]